# Мадонна с младенцем (скульптура Донателло)
«Мадонна с младенцем» (нем. Madonna mit dem Kinde) — бронзовый барельеф, приписываемый итальянскому скульптору Донателло (1386—1466). Создан около 1443 года во Флоренции. Мраморная рама работы Дезидерио да Сеттиньяно (1430—1464) создана около 1445 года. Хранится в Кунсткамере в Музее истории искусств, Вена (ин. номер УК 7462).
На бронзовом тондо Донателло изобразил «Мадонну смирения» (итал. Madonna dell'Umiltà) — этот тип Мадонны был особенно популярен во Флоренции: Богоматерь с младенцем очень скромно и в естественной позе сидит на земле. Её строгое серьёзное выражение лица характерно для стиля скульптуры эпохи Возрождения. Это касается также и оживленных движений детей, например, маленький Иисус играет вуалью своей матери, а оба ангелы-путти, радостно жестикулируя, растягивают гирлянду.
Рельеф был создан Донателло, вероятно, сразу после того, как он покинул Падую в 1444 году. Вместе с великолепной мраморной рамой, созданной Дезидерио, учеником Донателло, специально для этого тондо, изысканный алтарный образ из бронзы представляет частный домашний алтарь, который, вероятно, был создан для Козимо Медичи Старого (1389—1464). Рельеф попал в Кунсткамеру Музея истории искусств через коллекцию Эсте.